# Zero Project
Zero Project es una iniciativa de Essl Foundation (Austria) organizada en conjunto con el Consejo para el futuro del mundo y el European Foundation Centre, y se centra en la promoción global los derechos de las personas con discapacidad establecidos en la Convención Internacional sobre los Derechos de las Personas con Discapacidad. Zero Project provee una plataforma para compartir las soluciones más innovadoras y efectivas a las barreras a las que se enfrentan las personas con discapacidad.

## Actividades
A través de la página web, los reportes y las conferencias, Zero Project difunde y promueve su investigación sobre los derechos de las personas con discapacidad.
- El Reporte de Zero Project publicado de manera anual[5] presenta las prácticas y políticas que han sido seleccionadas como las más innovadoras en su forma de abordar el tópico discutido cada año centrado en la Convención Internacional sobre los Derechos de las Personas con Discapacidad.
- Aquellas organizaciones detrás de las prácticas y políticas innovadoras presentan sus soluciones a aquellos pares involucrados en el mundo de las discapacidades, incluyendo grupos de interés, ministros gubernamentales y otras personas influyentes clave en una conferencia anual.[6][7] Ellos además reciben un reconocimiento por su increíble trabajo, ayudándolos a mejorar su perfil, sus redes e inspirar a otros.[8]

## Reconocimientos
Zero Project ha sido reconocido con el reconocimiento otorgado por la en:Global Alliance on Accessible Technologies and Environments en el 2015.